# Salim Abanoz
Salim Abanoz, znany też jako ros. Шарип Ахмадов, „Sharip Ahmadov” (ur. 1 sierpnia 1969) – turecki judoka. Olimpijczyk z Atlanty 1996, gdzie zajął trzynaste miejsce w wadze lekkiej.
Uczestnik mistrzostw świata w 1995. Startował w Pucharze Świata w latach 1995-1998 i 2003. Brązowy medalista mistrzostw Europy w 1994 roku.

## Letnie Igrzyska Olimpijskie 1996
| Konkurencja | Eliminacje          | Eliminacje                | Repasaże                    | Klas. końcowa |
| Konkurencja | Przeciwnik I        | Przeciwnik II             | Przeciwnik I                | Miejsce       |
| ----------- | ------------------- | ------------------------- | --------------------------- | ------------- |
| 71 kg       | Jorge Pacce (PAR) Z | Sebastian Pereira (BRA) P | Christophe Gagliano (FRA) P | 13.           |